# 박정순 (정치인)
박정순(朴正淳, 1928년 7월 1일 ~ 2011년 1월 22일)은 조선민주주의인민공화국의 정치인이다. 조선로동당 중앙위원회 정치국 후보위원과 조직지도부 제1부부장을 지냈다.

## 경력
1928년 일제강점기에 평안남도 평원군에서 태어났다. 1950년 7월 조선인민군에 입대하여, 중앙당학교를 졸업한 후 군당 부부장, 도당 지도원,당중앙위원회 책임지도원, 함남도당 제2비서를 지냈다.
그리고 당중앙위원회 과장, 부부장, 평양시당 조직비서, 당중앙위원회 부부장, 부장을 거쳤다.
2010년 9월에 열린 조선로동당 대표회의에서 당중앙위원회 조직지도부 제1부부장에 선임되었다. 2011년 1월 22일, 폐암으로 사망했다.